# Meet Me at the Altar
Meet Me at the Altar (stylisé comme Meet Me @ the Altar) est un groupe de pop punk féminin américain formé en 2015. Au départ, ses trois membres, qui vivent tous dans des États différents, travaillent sur la musique à distance via Internet,. Le groupe fait sa première tournée en 2018 et est signé par Fueled by Ramen en 2020.

## Histoire
Meet Me at the Altar est formé en 2015, lorsque Téa Campbell rencontre Ada Juarez via YouTube ; cette dernière poste un certain nombre de vidéos couvrant des chansons pop punk, et Campbell prend contact avec elle. Avec le temps, les deux développent une amitié qui se transforme en groupe. Pour trouver une chanteuse, Campbell et Juarez organise des auditions en ligne. Edith Victoria est l'une des personnes qui passe l'audition, en soumettant une interprétation de All I Wanted de Paramore,. Le nom du groupe fait référence à une conversation textuelle entre Campbell et Juarez, comme le note Billboard : The [name] stems from a text message Juarez sent Campbell in a bonding moment: 'I was like "marry me!"' says Campbell, 'and she typed, "meet me @ the altar." (« Le [nom] provient d'un message texte que Juarez a envoyé à Campbell : 'J'étais en mode "épouse-moi !"' dit Campbell, et elle a répondu "rencontrez-moi à l'autel. »).
En 2020, le groupe devient viral, en recevant des accolades de grands noms du pop punk tels Alex Gaskarth de All Time Low et Dan Campbell de The Wonder Years,. En octobre 2020, le groupe signe avec Fueled by Ramen. Après avoir réédité Garden sous ce nouveau label, elles sortent leur premier nouveau single, Hit Like a Girl en mars 2021. Leur premier EP, Model Citizen, sort le 13 août 2021.
En 2022, le groupe se produit dans plusieurs grandes salles telles que le Lollapalooza et TwitchCon, ainsi qu'en première partie de Green Day . En janvier 2023, elles font leurs débuts à la télévision dans The Late Show with Stephen Colbert, au cours duquel elles annoncent leur premier album, Past // Present // Future, sorti le 10 mars, et interprètent son premier single, Say (To My Face).

## Style musical
Le style musical du groupe est communément qualifié de pop punk,,,. Certaines publications comparent leur style musical à un autre groupe de pop punk féminin, Paramore,,,.

## Membres du groupe
Membres actuels
- Edith Victoria - chant (2017-présent)
- Téa Campbell - guitare, basse (2015-présent)
- Ada Juarez - batterie (2015-présent)

Membres en tournée
- El Xiques – basse (2018-présent)
- Kaylie – guitare rythmique (2019-2022)

## Discographie

### Albums studios
| Titre                     | Détails                                                                                    |
| ------------------------- | ------------------------------------------------------------------------------------------ |
| Out of Sight, Out of Mind | - Sortie : 2017 - Label : Auto-publié - Formats : CD, téléchargement numérique             |
| Past // Present // Future | - Sortie : 10 mars 2023 - Label : Fueled by Ramen - Formats : CD, téléchargement numérique |

### EPs
| Titre           | Détails                                                                                    |
| --------------- | ------------------------------------------------------------------------------------------ |
| Red Walls       | - Sortie : 31 décembre 2015 - Label : Auto-édition - Format : téléchargement numérique     |
| Changing States | - Sortie : 28 avril 2018 - Label : Auto-publié - Format : téléchargement numérique         |
| Bigger Than Me  | - Sortie : 10 juillet 2019 - Label : Auto-publié - Format : téléchargement numérique       |
| Model Citizen   | - Sortie : 13 août 2021 - Label : Fueled by Ramen - Formats : CD, téléchargement numérique |